# Pontiac G8
Pontiac G8 ― седан, який вироблявся Holden в Австралії, а потім експортувався до США, де його продавав Pontiac. 

## Опис

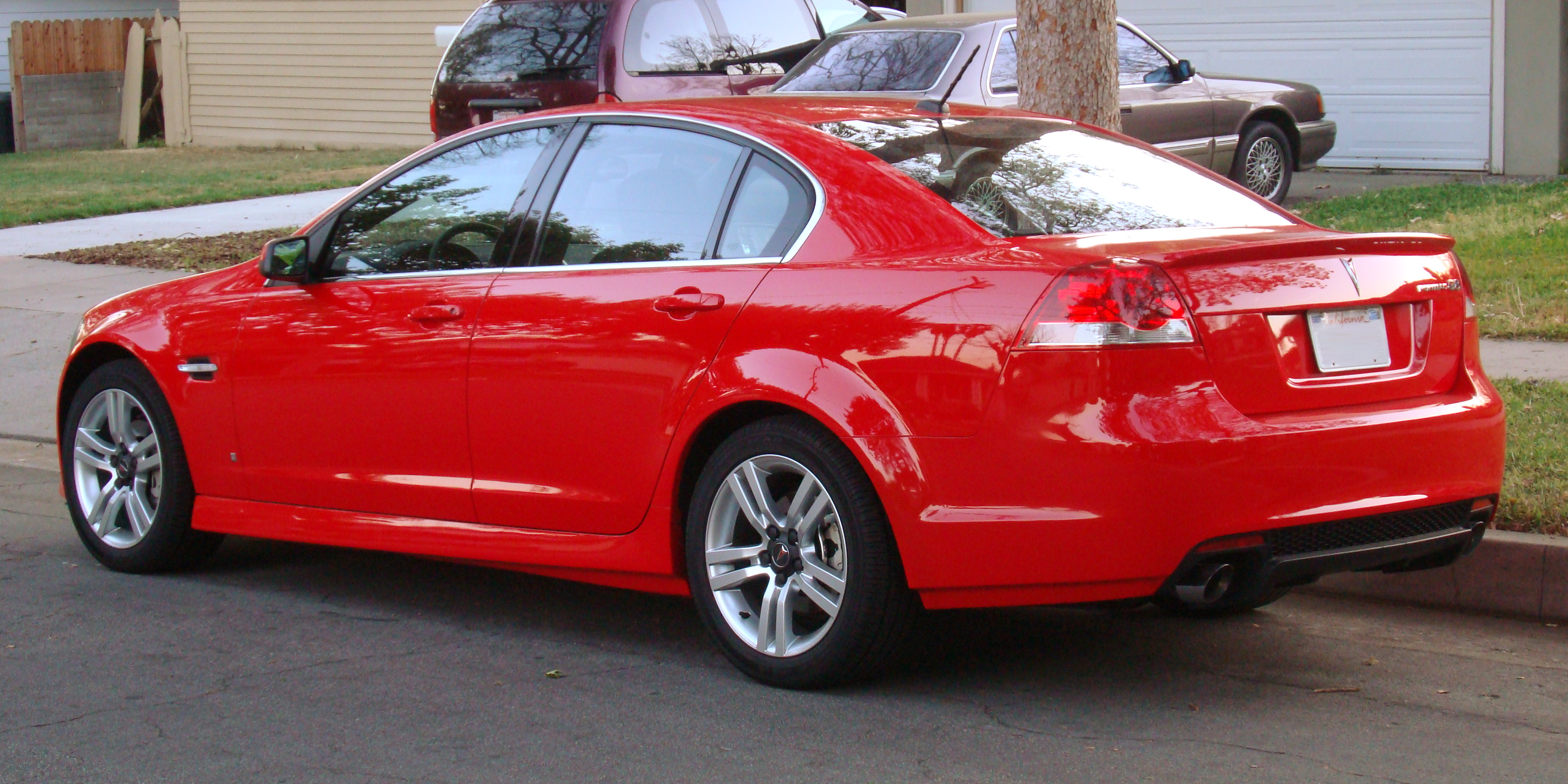
Pontiac G8

G8, перероблений Holden Commodore, був випущений на початку 2008 року для модельного року 2008 року в США, а в Канаді 2008 року для модельного року в Канаді. Виробництво припинилося в середині 2009 року, після рішення GM призупинити марку Pontiac. Будучи доступним, G8 заміний Pontiac Bonneville та Pontiac Grand Prix. G8 був першим повнорозмірним автомобілем Pontiac з моменту припинення виробництва Bonneville та купе GTO у 2006 році.
З неминучим занепадом бренду Pontiac в результаті банкрутства, 2009 модельний рік ознаменував кінець виробництва усіх Pontiacs, включаючи G8. Однак у липні 2009 року Боб Лутц під час огляду преси виступив із зауваженням, що G8 буде відроджений як Chevrolet Caprice. 
Згодом Лутц відкликав це твердження, посилаючись на ринкові умови. Тим не менш, General Motors випустив Chevrolet Caprice Police Patrol Vehicle (PPV) у 2009 році, який назвали наступником G8. Щоб заповнити прогалину, залишену G8, GM оголосила про виробництво Chevrolet SS, задньоприводного седана з двигуном V8, що дебютував в 2014 році і створений на базі Holden Commodore (VF).

## Двигуни
- 3.6 L LY7 V6 256 к.с.
- 6.0 L L76 V8 361 к.с. (G8 GT)
- 6.2 L LS3 V8 415 к.с. 545 Нм (G8 GXP)

## Продажі
| рік                     | США   |
| ----------------------- | ----- |
| 2008 (березень–грудень) | 15002 |
| 2009                    | 23157 |